# Bilețke, Polonne
Bilețke (în ucraineană Білецьке) este o comună în raionul Polonne, regiunea Hmelnîțkîi, Ucraina, formată numai din satul de reședință.

## Demografie
Componența lingvistică a comunei Bilețke
     Ucraineană (99,17%)
     Alte limbi (0,83%)
Conform recensământului din 2001, majoritatea populației comunei Bilețke era vorbitoare de ucraineană (99,17%), existând în minoritate și vorbitori de alte limbi.